# DHT
DHT (venit de la denumirea dance.house.trance) este un duo belgian, constituit din artiștii, Edmée Daenen (n. 25 martie, 1985) și Flor Theeuwes (n. 28 iulie, 1976). Ei au avut succes cu în S.U.A și Australia în 2005 cu cântecul "Listen to Your Heart", inițial creat de Roxette. Cântecul a ajuns pe locul  #7 în topurile din Marea Britanie, în luna decembrie a aceluiași an.

## Carieră
Ei au fost unii din puținii artiști care au ajuns în top 10 în S.U.A (Billboard Hot 100) cu o melodie trance.  and also one of the few Europeans to do so.

## Discografie

### Albume
- Listen to Your Heart (19 iulie 2005)
- Listen to Your Heart (Unplugged) (12 august 2006)

### Single-uri

#### Cu numele de Dared
- "Driver's Seat" (2005)
- "Sun" (2005)

#### Cu numele de DHT
- "Listen to Your Heart" Feat. Edmee; (2005)

1. Radio Edit (3:16)
2. F&W Remix (6:13)
3. Rob Mayth Remix (5:31)
4. DJ Manian Remix (4:58)
5. Tim Dawes Remix (7:01)
6. Friday Night Posse Remix (7:30)
7. Friday Night Posse Remix Edit(4:38) - JAPAN ONLY
8. Uniting Nations Remix (7:14)
9. Extended Hardstyle (4:35)
10. Hardbounze Extended (4:48)
11. Hardbounze Single Edit(3:30)
12. Hixxy Remix (7:20)
13. Hixxy Remix (4:59)
14. Uniting Nations Remix (7:12)
15. Furious F. EZ Extended (4:56)
16. Furious F. EZ Extended (5:33)
17. Furious F. EZ Radio Edit (3:48)
18. Edmée's Unplugged Vocal (4:32)
19. Edmée's Unplugged Vocal Edit (3:47)
20. DJ Joker Harmony Remix (4:09) - JAPAN ONLY
21. Classic Hardcore Mix (3:28)
22. DJ Uto Remix (4:08) - JAPAN ONLY

- "Someone" Feat. Edmee (2006)

- "I Go Crazy" Feat. Edmee(2006)

- "Heaven Is A Place On Earth" (2008)

1. DiMario's Electro Mix
2. DiMario's Electro Radio Cut
3. Jacques La Moose 'Electric' Mix
4. Mereya Mix
5. Mereya Radio Edit
6. Radio Edit (aka Dance Radio Edit)
7. Edmee's Unplugged
8. Edmee's Unplugged Instrumental
9. Thumpahz Remix
10. Hrd Mix

- "Your Touch" (2009)

1. Extended Mix
2. Radio Edit
3. Original Version
4. Mereyah Radio Edit
5. Mereyah Extended Mix

## Versiuni oficiale/remixuri ale melodiei "Listen to Your Heart"
- Radio Edit (3.16)
- Furious F Ez Radio Edit (3.48)
- Edmee's Unplugged Vocal Edit (3.46)
- Edmee's Unplugged Vocal Edit (4.31) [longer version from EP]
- Hardbounze Single Edit (3.30)
- Hardbounze Extended (4.48)
- Furious F Ez Extended Mix (4.56)
- Furious F Ez Extended Mix (5.31) [longer version from EP]
- F & W Remix (6.13)
- Hixxy Remix (5.00)
- Hixxy Remix (7.20) [longer version from EP)
- Friday Night Posse Remix (7.30)
- Uniting Nations Remix (7.12)
- Classic Hardcore Mix (3.28)
- DJ Manian Remix (4.58)
- Rob Mayth Remix (5.31)
- Tim Dawes Remix (7.00)
- Mix by Dave Jackson (5.30)
- Furious F Ez Remix - Mix by Stacy Mier
- DJ Uto Radio Edit (4.11)
- Friday Night Posse Radio Edit (4.34)
- DJ Joker's Radio Edit (4.13)
- DJ Manian Radio Edit (3.12)
- Rob Mayth Radio Edit (3.40)
- ClubDeejays Radio (5.05)

Promoționale:
- Scouse Remix